# Madonna in trono col Bambino (Floriano Ferramola)
La Madonna in trono col Bambino è un dipinto a tempera su tavola (150x65 cm) di Floriano Ferramola, databile all'inizio del XVI secolo e conservato nel Palazzo Vescovile di Brescia.

## Storia
L'opera rientra da sempre nei beni del Palazzo Vescovile di Brescia e non sono noti trasferimenti da edifici religiosi o collezioni private. La tavola, soprattutto grazie alla cornice che si è conservata, fu evidentemente concepita come opera unitaria ed è pertanto da escludere l'appartenenza a polittici o sistemi decorativi più ampi. Anche le ridotte dimensioni fanno pensare a una piccola pala di uso privato e puramente devozionale, la cui committenza potrebbe provenire direttamente da uno dei vescovi dell'epoca o altre figure della diocesi di stanza al Palazzo Vescovile.

## Descrizione
La tavola è una rappresentazione canonica della Madonna con in braccio il Bambino Gesù, entrambi con il capo circondato da una aureola. Il gruppo si trova all'interno di un contesto architettonico con una volta a botte retta da lesene di ordine corinzio decorate a candelabre dorate su fondo blu: il tema decorativo riprende quello della cornice lignea del dipinto, che si è conservata originale.

## Stile
La figurazione segue uno schema classicheggiante, che porta le figure ad assumere una pacata monumentalità. L'architettura all'interno della quale si trovano i due personaggi rivela un gusto bramantesco, mentre la Madonna si pone come asse di fuga della scena verso uno sfondo azzurro privo di motivi paesaggistici. Evidenti influssi da Vincenzo Foppa si rilevano nella stessa concezione spaziale, che sfonda la bidimensionalità del dipinto.
L'opera richiama gli affreschi della cappella esterna della chiesa di Santa Maria del Carmine a Brescia, realizzati in collaborazione con Vincenzo Civerchio, sia per l'impostazione delle figure, sia per l'apparato architettonico di sfondo.